# Condado de Wise (Virgínia)
O Condado de Wise é um dos 95 condados do estado americano de Virgínia. A sede do condado é Wise, e sua maior cidade é Wise. O condado possui uma área de 1 050 km² (dos quais 3 km² estão cobertos por água), uma população de 40 123 habitantes, e uma densidade populacional de 38 hab/km² (segundo o censo nacional de 2000). O condado foi fundado em 1856.